# Lanthes
Lanthes – miejscowość i gmina we Francji, w regionie Burgundia-Franche-Comté, w departamencie Côte-d’Or.
Według danych na rok 2010 gminę zamieszkiwały 253 osoby, a gęstość zaludnienia wynosiła 25,8 osób/km².